# 西流
西流（にしながれ）は、博多祇園山笠や博多松囃子（博多どんたく）の運営における構成単位である流の一つであり、福岡市博多区博多地域の大博通りの西側、南北に伸びる旧西町筋沿いを区域とする。町名町界整理後の現在の住所における冷泉町・店屋町・綱場町・奈良屋町から成る。
博多祇園山笠では舁き山を奉納する。西流の山笠の運営は流の区域を5つのブロックに分け輪番で運営にあたる。当番法被（長法被）や水法被はそれぞれの町ごとに異なったデザインのものを着用する。
山笠終了時に舁き山の飾り物を争奪する「山崩し」を行う。昔は全流「山崩し」を行っていたが、現在は西流だけとなった。

## 構成町
新町名で構成される。（括弧内は水法被のロゴ）
冷泉町上（冷泉）
冷泉町一区・冷泉町二区・冷泉町三区
冷泉町下（冷）
冷泉町四区・冷泉町五区
店屋町（店）
店屋町一区・店屋町二区
綱場町（綱場）
奈良屋町（奈）※奈良屋町一区の水法被のみ茶色で文字が書かれている。
奈良屋町一区・奈良屋町二区・奈良屋町三区
この他、「西流」のロゴが入った水法被を着用の場合もあり、その場合は町内を表すロゴが入った布を袖に縫い付ける。
また松囃子では2年ごとに東流と交代で稚児流を当番し、市内各所で地謡いや舞を披露する。